# Pavanamuktásana

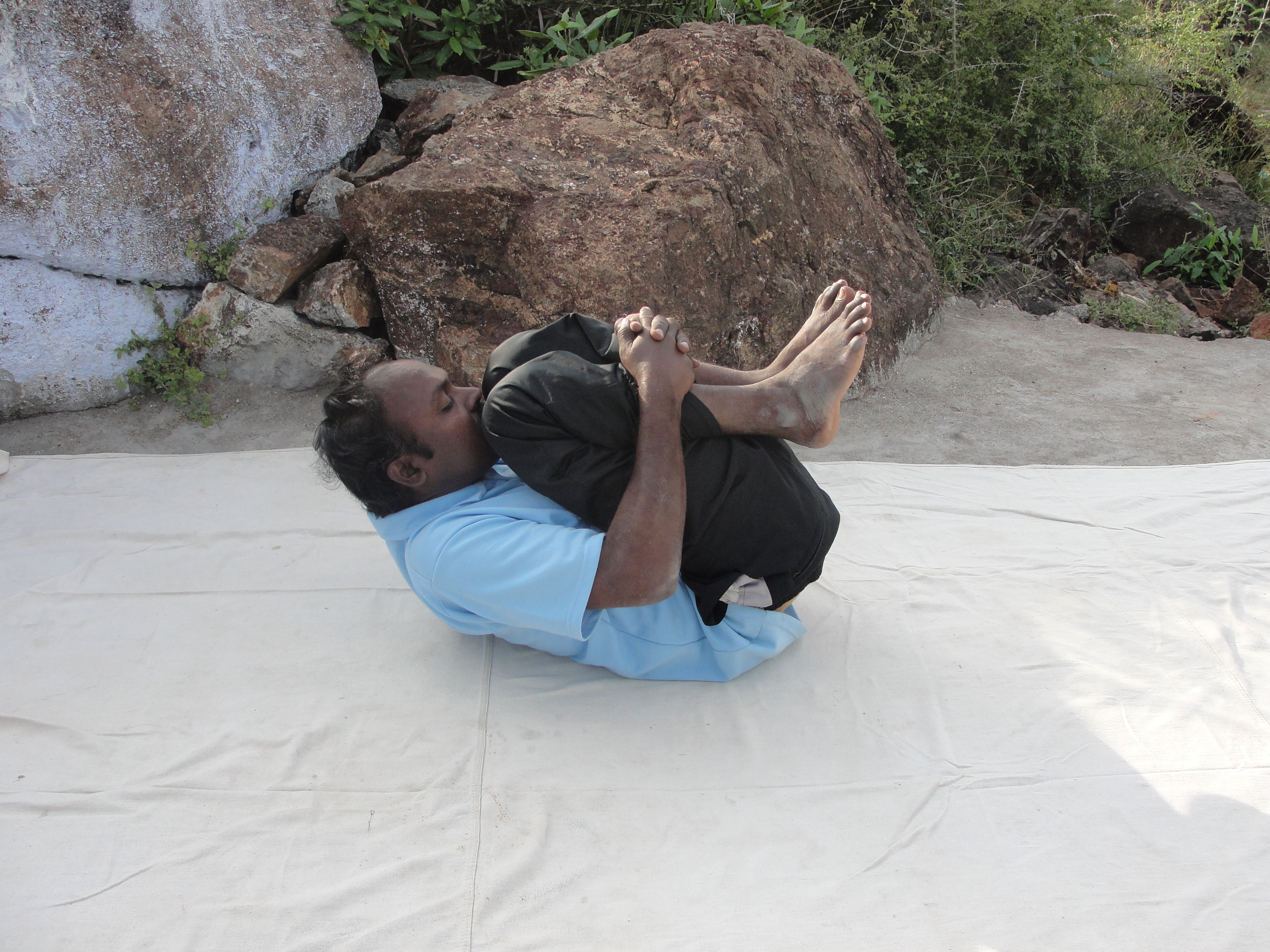
Pavanamuktásana

Pavanamuktásana neboli také „Větriplach“[zdroj⁠?!] je jednou z ásan. Poloha odstranění větrů pomáhá při problémech s nadýmáním.

## Etymologie
Název pochází ze sanskrtského slova pavan větry, „muita“ uvolňující a asana (आसन) posed/pozice.

## Popis
- Lehnout si na záda s nataženýma nohama a rukama u těla, paty se nedotýkají, s výdechem pokrčit kolena a pomalu nohy přitáhnout k hrudníku
- stehna tlačí na tlak, kolena drží ruce, při pokračujícím výdechu zvednout hlavu a přitáhnout ji k nohám, brada se dotýkají kolen, přitahováním pravé nohy se vytváří tlak na vzestupný tračník, přitahováním levé nohy dochází ke stlačení sestupného tračníku
- přitahováním obou nohou se masíruje příčný tračník a stlačuje se celý trávicí systém.